# 2010 KQ
2010 KQ ist ein kleines, asteroidenähnliches Objekt, das am 16. Mai 2010 entdeckt wurde. Seine Umlaufbahn um die Sonne ähnelt der Erdbahn so stark, dass Wissenschaftler annehmen, es könne sich um eine Raketenstufe handeln.
Eine Analyse ergab, dass 2010 KQ mit einer Wahrscheinlichkeit von 6 % in einer 30-jährigen Periode ab 2036 mit der Erde kollidiert, wobei das Objekt in der Atmosphäre zerfallen würde.
Der britische Chemiker und Amateurastronom Richard Miles von der British Astronomical Association (BAA) glaubt, dass es sich bei 2010 KQ um die vierte Stufe der russischen Proton-Rakete von Luna 23 handelt, die am 28. Oktober 1974 gestartet wurde.